# Freebie and the Bean
Freebie and the Bean (Brasil: Duas Ovelhas Negras / Portugal: Os Anjos da Guarda) é um filme norte-americano dos gêneros ação, comédia e policial, dirigido por Richard Rush. Lançado em 1974, foi protagonizado por James Caan e Alan Arkin.

## Televisão

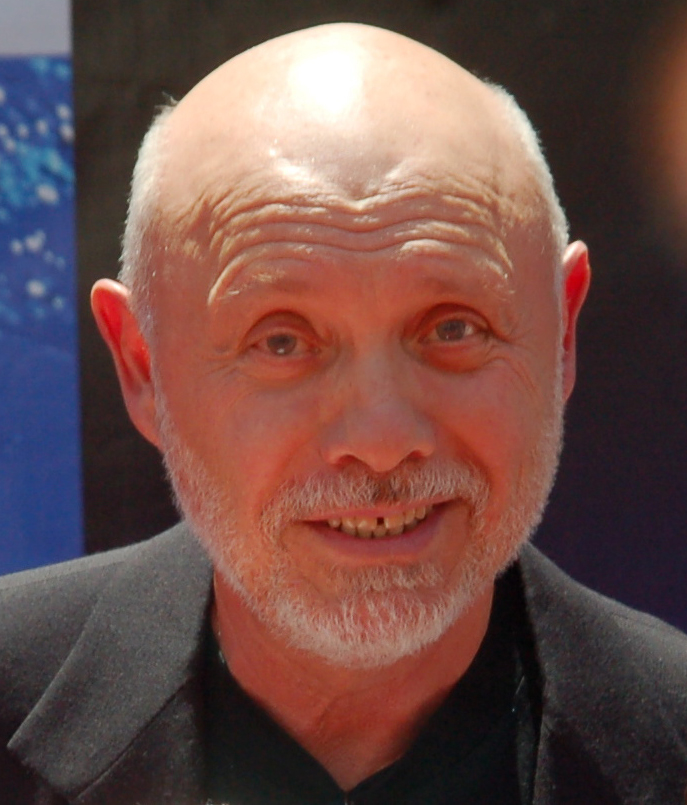
Héctor Elizondo em 2009

Uma série televisiva de curta duração de nove episódios baseado no filme e compartilhando seu título, estrelado por Tom Mason e Héctor Elizondo como protagonistas, foi transmitida na CBS, nas noites de sábado, às 9:00 em dezembro de 1980 e janeiro de 1981.